# IC 3712
IC 3712 је ознака објекта на координатама са ректансцензијом 12h 44m 16,6s и деклинацијом + 10° 22" 29'. Открио га је Арнолд Швасман, 23. фебруара 1900. Каснијим посматрањима на том положају није уочен никакав астрономски објекат.